# ژان وس
ژان وس (فرانسوی: Jean Vaysse‎; ۲۸ آوریل ۱۹۰۰ – ۱۷ اکتبر ۱۹۷۴) بازیکن راگبی ۱۵ نفره اهل فرانسه بود.
وی در مسابقات کشوری و بین‌المللی در مجموع برندهٔ ۱ مدال نقره شده‌است.